# Wereldkampioenschappen badminton junioren 2015
De 17e editie van de Wereldkampioenschappen badminton junioren werden in 2015 georganiseerd in de Peruaanse hoofdstad Lima.

## Individuele wedstrijd

### Medaillewinnaars
| Onderdeel      | 1e plaats                 | 2e plaats                           | 3e plaats                        |
| -------------- | ------------------------- | ----------------------------------- | -------------------------------- |
| Jongens enkel  | Lu Chia-hung              | Siril Verma                         | Koki Watanabe                    |
| Jongens enkel  | Lu Chia-hung              | Siril Verma                         | Adulrach Namkul                  |
| Meisjes enkel  | Goh Jin Wei               | Lee Ying Ying                       | Natsuki Nidaira                  |
| Meisjes enkel  | Goh Jin Wei               | Lee Ying Ying                       | Moe Araki                        |
| Jongens dubbel | He Jiting Zheng Siwei     | Joel Eipe Federik Sogaard Mortensen | Han Chengkai Zhou Haodong        |
| Jongens dubbel | He Jiting Zheng Siwei     | Joel Eipe Federik Sogaard Mortensen | Kenya Mitsuhashi Yuta Watanabe   |
| Meisjes dubbel | Chen Qingchen Jia Yifan   | Du Yue Li Yinhui                    | Nami Matsuyama Chiharu Shida     |
| Meisjes dubbel | Chen Qingchen Jia Yifan   | Du Yue Li Yinhui                    | Chen Wan-ting Lee Chia-hsin      |
| Gemengd dubbel | Zheng Siwei Chen Qingchen | He Jiting Du Yue                    | Fachriza Abimanyu Apriani Rahayu |
| Gemengd dubbel | Zheng Siwei Chen Qingchen | He Jiting Du Yue                    | Shuto Morioka Chiharu Shida      |

## Team wedstrijd
| Einduitslag: |                |     |            |     |                  |     |                        |     |            |
| Nr.          | Land           | Nr. | Land       | Nr. | Land             | Nr. | Land                   | Nr. | Land       |
| Goud         | China          | 9.  | India      | 17. | Frankrijk        | 25. | Hongarije              | 33. | IJsland    |
| Zilver       | Indonesië      | 10. | Zuid-Korea | 18. | Zweden           | 26. | Slovenië               | 34. | Italië     |
| Brons        | Chinees Taipei | 11. | Singapore  | 19. | Verenigde Staten | 27. | Mexico                 | 35. | Macau      |
| 4.           | Japan          | 12. | Duitsland  | 20. | Peru             | 28. | Zuid-Afrika            | 36. | Costa Rica |
| 5.           | Maleisië       | 13. | Canada     | 21. | Turkije          | 29. | Nieuw-Zeeland          | 37. | Venezuela  |
| 6.           | Thailand       | 14. | Engeland   | 22. | Australië        | 30. | Dominicaanse Republiek | 38. | Columbia   |
| 7.           | Denemarken     | 15. | Nederland  | 23. | Cuba             | 31. | Chili                  | 39. | Guyana     |
| 8.           | Hong Kong      | 16. | Spanje     | 24. | Guatemala        | 32. | El Salvador            | 40. | Zambia     |

## Medailleklassement
|   | Land           | Goud | Zilver | Brons | Totaal |
| - | -------------- | ---- | ------ | ----- | ------ |
| 1 | China          | 4    | 2      | 1     | 7      |
| 2 | Maleisië       | 1    | 1      | 0     | 2      |
| 3 | Chinees Taipei | 1    | 0      | 2     | 3      |
| 4 | Indonesië      | 0    | 1      | 1     | 2      |
| 5 | India          | 0    | 1      | 0     | 1      |
| 5 | Denemarken     | 0    | 1      | 0     | 1      |
| 7 | Japan          | 0    | 0      | 6     | 6      |
| 8 | Thailand       | 0    | 0      | 1     | 1      |

Jakarta 1992 · 
Kuala Lumpur 1994 · 
Silkeborg 1996 · 
Melbourne 1998 · 
Guangzhou 2000 · 
Pretoria 2002 · 
Vancouver 2004 · 
Incheon 2006 · 
Auckland 2007 · 
Poona 2008 · 
Alor Setar 2009 · 
Guadalajara 2010 · 
Taipei 2011 · 
Chiba 2012 ·
Bangkok 2013 ·
Alor Setar 2014 ·
Lima 2015